# William Colgate
Pour les articles homonymes, voir Colgate (nom).
William Colgate (né le 25 janvier 1783 et mort le 25 mars 1857) est un industriel américain né en Angleterre qui a fondé l'entreprise de savons, détergents et de produits d'hygiène, Colgate en 1806. 

## Biographie
Né le 25 janvier 1783 à Hollingbourne dans le Kent, il est le second fils de Robert Colgate et de Sarah (née Bowles) .
Robert Colgate (1758–1826) est un fermier anglais, homme politique et sympathisant des idées des révolutions française et américaine. Son idéal républicain l'amène à abandonner sa ferme de Shoreham (Kent) en mars 1798 pour émigrer à Baltimore dans le Maryland. La famille s'installe ensuite dans une ferme du comté de Harford dans le Maryland. Robert Colgate s'associe à Ralph Maher pour fabriquer du savon et des chandelles. William aide les deux hommes mais leur association ne dure que deux années.

## Carrière
William travaille ensuite à New York, en 1804, dans la plus importante fabrique de chandelles de la ville, à cette époque, Slidell & Company. En 1806, il crée sa propre entreprise, la William Colgate & Company, et, vers 1812, commence la production d'amidon. C'est vers 1841, que Colgate se lance dans la production de savon, peu après la découverte par Eugène Chevreul des principes de la saponification. Le siège de la société est alors à Jersey City dans le New Jersey. 

## Vie personnelle
En 1808, il devient chrétien baptiste et est baptisé à la Première église baptiste dans la ville de New York, puis il devient diacre. En 1811, il devient membre de l’église baptiste d’Oliver Street. En 1838, il devient membre de l'église baptiste du Tabernacle.
William épouse Marie Gilbert en 1812. Ils ont trois fils, Robert (1812-1885), James (1818-1904) et Samuel (1822-1897), qui firent leurs études au séminaire de Hamilton, dans l'État de New York, nommé alors Madison University. Après plusieurs décennies de soutien de la part de la famille Colgate, l'école fut rebaptisée Colgate University, en 1890,.
Il est décédé en 1857 .

## Sources
- (en) John N. Ingham, Biographical dictionary of American business leaders, Westport, Conn., Greenwood Press, 1983 (ISBN 9780313213625).
- (en) Albert Keiser, College names : their origin and significance, New York, Bookman Associates, 1952 (OCLC 176151).